# جان باول
جان باول (بالألمانية: Jean Paul)، واسمه الحقيقي يوهان باول فريدريش ريشتر (بالألمانية: Johann Paul Friedrich Richter). هو كاتب ألماني. ولد عام 1763 في فونزيدل ومات في عام 1825 في بايرويت. كان جان باول ابناً لأحد المدرسين وعاش في ظروف شديدة الفقر، وتوفي والده مبكراً. وكان من المفروض أن يدرس جان باول علم اللاهوت في لايبزغ، إلا أنه اتجه إلى الكتابة والتأليف. وبعد فترة إعداد طويلة ورفض دور النشر لأعماله، كتب جان باول أعمالاً جعلت منه مشهوراً لسنوات قليلة. وعندما كتب أحب أعماله إلى قلبه (تيتان، سنوات المراهقة) لم يجد نجاحاً يذكر، فاعتزل الحياة وعاش على هامشها إلى أن توفي في الثانية والستين من عمره.

## أعماله
- قضايا من جرونلاند أو قصص قصيرة هجائية «Groenlaendische Prozesse oder Satirsche Skizzen»
- حياة ناظر المدرسة السعيدة ماريا فوتس في أونتال «Leben des vergnuegten Schulmeisterlein Maria Wutz in Auenthal» (قصيدة رعوية 1793)
- حياة كوينتوس فيكسلاين، منقولة عن خمس عشرة ورقة «Leben des Quintus Dixlein, aus Fuenfzehn Zettelkaesten gezogen» (قصيدة رعوية هزلية 1796)
- تيتان «Titan» (رواية في أربعة أجزاء 1804-1805)
- سنوات المراهقة «Flegelijahre» (رواية سيرة في أربعة أجزاء 1804-1805)
- مدرسة الجمال «Vorschule der Aestethetik» (عام 1804)

## روابط خارجية
- جان باول على موقع الموسوعة البريطانية (الإنجليزية)
- جان باول على موقع ميوزك برينز (الإنجليزية)
- جان باول على موقع ديسكوغز (الإنجليزية)